# Nikola Nosková
Nikola Nosková (Jablonec nad Nisou, 1º luglio 1997) è una ciclista su strada e ciclocrossista ceca che corre per il Cofidis Women Team, vincitrice del titolo europeo 2018 nella prova in linea Under-23.

## Palmarès

### Strada
- 2014 (Juniores)

Campionati cechi, Prova a cronometro Junior
Campionati cechi, Prova in linea Junior
- 2017 (BePink-Cogeas, tre vittorie)

Giro del Trentino Internazionale Femminile
Campionati cechi, Prova a cronometro Elite
Campionati cechi, Prova in linea Elite
- 2018 (BePink, una vittoria)

Campionati europei, Prova in linea Under-23
- 2020 (Équipe Paule Ka, una vittoria)

Campionati cechi, Prova a cronometro Elite
- 2021 (SD Worx, una vittoria)

Campionati cechi, Prova a cronometro Elite

#### Altri successi
- 2015 (Juniores)

Classifica scalatori Tour de Feminin-O cenu Českého Švýcarska
- 2017 (BePink-Cogeas)

Classifica giovani Emakumeen Bira
Classifica giovani Tour Cycliste Féminin International de l'Ardèche
- 2019 (Bigla Pro Cycling)

Classifica giovani Women's Tour of Scotland
- 2024 (Cofidis Women Team)

Classifica scalatrici Tour Féminin International des Pyrénées

### Cross
- 2015-2016

Toi Toi Cup #3, (Milovice)
Toi Toi Cup #6, (Holé Vrchy)
- 2017-2018

Toi Toi Cup #7, (Kolín)

## Piazzamenti

### Grandi Giri
- Giro d'Italia

2017: 18ª
2019: 35ª
2024: ritirata (7ª tappa)
- Tour de France

2024: 91ª

### Competizioni mondiali
- Campionati del mondo su strada

Ponferrada 2014 - In linea Junior: 4ª
Richmond 2015 - Cronometro Junior: 15ª
Richmond 2015 - In linea Junior: 25ª
Doha 2016 - In linea Elite: ritirata
Bergen 2017 - In linea Elite: 62ª
Yorkshire 2019 - In linea Elite: 37ª
Imola 2020 - In linea Elite: 64ª
Zurigo 2024 - In linea Elite: ritirata
- Campionati del mondo di ciclocross

Tábor 2015 - Elite: 36ª
Heusden-Zolder 2016 - Under-23: 2ª
Bieles 2017 - Under-23: 6ª
Tábor 2024 - Elite: ritirata

### Competizioni continentali
- Campionati europei su strada

Tartu 2015 - Cronometro Junior: 8ª
Tartu 2015 - In linea Junior: 6ª
Plumelec 2016 - In linea Elite: 53ª
Herning 2017 - Cronometro Under-23: 16ª
Herning 2017 - In linea Under-23: 26ª
Brno 2018 - Cronometro Under-23: 3ª
Brno 2018 - In linea Under-23: vincitrice
Plouay 2020 - In linea Elite: 40ª
Trento 2021 - In linea Elite: ritirata
Monaco di Baviera 2022 - In linea Elite: 79ª
Limburgo 2024 - In linea Elite: ritirata
- Campionati europei di ciclocross

Huijbergen 2015 - Under-23: 9ª
Pontchâteau 2016 - Under-23: 23ª
Tábor 2017 - Under-23: 3ª
- Giochi europei

Minsk 2019 - In linea: 32ª
Minsk 2019 - Cronometro: 23ª